# Wallenberg centrum för molekylär medicin
Wallenberg centrum för molekylär medicin (WCMM) är en svensk nationell satsning som inleddes 2014 för att stimulera svensk medicinsk forskning.
WCMM-samarbetet har fyra noder, vid universiteten i Göteborg, Linköping, Lund och Umeå, samt ett nära samarbete med SciLifeLab, i Stockholm/Uppsala. En förhoppning är att utveckla fler nätverk bland de främsta forskarna i landet, och att stimulera till ett bättre nyttjande av biobanker, tekniska plattformar och infrastruktur.
Satsningen finansieras i huvudsak av Knut och Alice Wallenbergs Stiftelse (KAW), som under perioden 2016–2024 avser att satsa drygt 1,7 miljarder kronor inom livsvetenskaplig forskning vid svenska lärosäten.

## WCMTM i Göteborg
Wallenberg centrum för molekylär och translationell medicin vid Göteborgs universitet fokuserar på forskning om cancer, fetma, diabetes, inflammatoriska sjukdomar och sjukdomar i andningsvägarna. Av en total satsning på mer än 600 miljoner bidrar KAW med 175 miljoner och Göteborgs universitet, Astrazeneca och Västra Götalandsregionen står för återstoden.

## WCMM i Linköping
Centret vid Linköpings universitet kommer att fokusera på molekylär medicin i gränslandet mellan människa och teknik, en unik nisch i Sverige. Röntgenundersökning, ortopediska implantat och syntetiska material är några exempel. Här bidrar KAW med 150 miljoner kronor, och lika mycket satsas av Linköpings universitet och Region Östergötland.

## WCMM i Lund
Wallenbergcentret vid Lunds universitet ska fokusera på regenerativ medicin, nerv- och muskelsjukdomar, sjukdomar i andningsvägarna, blodsystemets sjukdomar och hjärt-kärlsjukdomar samt endokrina sjukdomar. I Lund går stiftelsen in med 225 miljoner, Region Skåne med 150 miljoner och Lunds universitet bidrar med 160 miljoner kronor. 

## WCMM i Umeå
Centret vid Umeå universitet inriktar sig på bred molekylärmedicinsk forskning inom cancersjukdomar, metabola sjukdomar som diabetes, sjukdomar i hjärna och nervsystem, samt allvarliga infektioner. En viktig resurs är den biobank som byggts upp i samarbete med Västerbottens läns landsting, vilken tillsammans med patient- och genealogiska data ger ett unikt forskningsunderlag. Till infrastrukturen bidrar även Umeå centrum för funktionell hjärnavbildning (UFBI).
I Umeå bidrar KAW med upp till 175 miljoner kronor, och ungefär lika mycket kommer från Umeå universitet, Västerbottens läns landsting, Kempestiftelserna och Cancerforskningsfonden i Norrland.

## SciLifeLab
I satsningen ingår också Science for Life Laboratory, SciLifeLab, som är en nationell resurs och ett samarbete mellan Karolinska Institutet, KTH, Stockholms universitet och Uppsala universitet som etablerades 2010 på uppdrag av regeringen. En av uppgifterna för SciLifeLab är att utveckla och tillhandahålla avancerade instrument och tekniker – från högupplöst mikroskopi till kartläggning av gener – för forskare i hela landet.